# کوکب ابو الهیجاء
کوکب ابو الهیجاء (به لاتین: Kaukab Abu al-Hija) یک منطقهٔ مسکونی در اسرائیل است که در شمال واقع شده‌است.